# Trichrous fisheri
Trichrous fisheri är en skalbaggsart som beskrevs av Monné och Giesbert 1992. Trichrous fisheri ingår i släktet Trichrous och familjen långhorningar.
Artens utbredningsområde är Haiti. Inga underarter finns listade i Catalogue of Life.